# Бо Ренулт ан Римоа
Бо Ренулт ан Римоа (фр. Bosc-Renoult-en-Roumois) насеље је и општина у северној Француској у региону Горња Нормандија, у департману Ер која припада префектури Берне.
По подацима из 2011. године у општини је живело 428 становника, а густина насељености је износила 167,19 становника/km². Општина се простире на површини од 2,56 km². Налази се на средњој надморској висини од 165 метара (максималној 149 m, а минималној 85 m).

## Демографија
| 1962. | 1968. | 1975. | 1982. | 1990. | 1999. | 2011. |
| ----- | ----- | ----- | ----- | ----- | ----- | ----- |
| 89    | 99    | 155   | 399   | 401   | 388   | 428   |

График промене броја становника у току последњих година